# Dietmar Bär
Dietmar Bär, né le 5 février 1961 à Dortmund (Rhénanie-du-Nord-Westphalie), est un acteur allemand.

## Biographie
Dietmar Bär est diplômé de l'école secondaire de Dortmund en 1981. Durant sa période scolaire, il était déjà impliqué dans divers projets théâtraux. Entre 1982 et 1985, Bär a fréquenté l'École d'art dramatique de Bochum. En 1985, BÇar a joué un petit rôle de soutien dans un court-métrage et cette même année, il a eu un rôle au Théâtre d'État de Tübingen. De 1988 à 1990 et de 1992 à 1994, il est apparu à l'Opéra de Wuppertal. Depuis 2010 Dietmar Bär joue à la Schauspielhaus de Bochum. Depuis le 15 avril 2009, Dietmar Bär est marié avec Maren Geissler.
Son premier rôle au cinéma remonte à 1984, dans le succès de Dominik Graf. Un autre rôle bien connu est le médecin sportif Conny Knipper. Bär est surtout connu comme le commissaire Schenk Freddy dans la série policière Tatort avec Klaus J. Behrendt.

### Engagement
En collaboration avec le club de Berlin futura pro, Bär tente d'assurer un avenir reluisant pour les jeunes et les chômeurs de longue date. De plus, lui et les membres de la série Tatort militent pour les enfants de la rue en Philippines. Il effectue régulièrement des tournées en Allemagne avec l'Irlandais Shay Cullen qui s'occupe lui aussi des enfants des rues aux Philippines. Ensemble, ils promeuvent le commerce équitable, qu'ils jugent comme une recette pour le succès contre la pauvreté et la discrimination aux Philippines et ailleurs dans le monde.

## Filmographie

### Films
- 1984 : Treffer (de)
- 1985 : Der Formel Eins Film
- 1985 : Mes deux hommes
- 1997 : Das Mambospiel
- 1998 : Kai Rabe gegen die Vatikankiller
- 2002 : Was nicht passt, wird passend gemacht
- 2004 : Männer wie wir (Guys and Balls) de Sherry Hormann
- 2006 : Oh, wie schön ist Panama (porte-parole)
- 2007 : Unter Freunden (film de l'école secondaire de Bad Gandersheim)
- 2008 : Nie mehr zweite Liga
- 2010 : Vorstadtkrokodile 2
- 2011 : Das größte Geheimnis der Bundesliga ist gelüftet (vidéo d'entreprise avec le Borussia Dortmund)

### Télé-séries
- 1984 : Tatort – épisode 159 : Zweierlei Blut
- 1986 : Der Fahnder – épisode 19 : Wo die Kanonen blühn
- 1987 : Eine geschlossene Gesellschaft
- 1987 : Dortmunder Roulette
- 1989–1995 : Kommissar Klefisch
- 1990 : Leo und Charlotte
- 1990–1992 : Airport unité spéciale
- 1993–1995 : Sportarzt Conny Knipper
- 1994 : Der Mann mit der Maske
- 1994 : Nadja – Heimkehr in die Fremde
- 1995 : Der Serienkiller
- 1996 : Leben in Angst
- 1996 : Ein Vater sieht rot
- 1997 : Durch Dick und Dünn
- depuis 1997 : Tatort
- 1998 : Das Gelbe vom Ei
- 1999 : Ganz unten, ganz oben
- 1999 : Nie mehr 2. Liga
- 2002 : Der gestohlene Mond
- 2004 : Drechslers zweite Chance
- 2004 : Mutter aus heiterem Himmel
- 2004 : Die Ferienärztin: Provence
- 2005 : Löwenzahn (série pour enfants) – épisodes 198 à 200
- 2006 : Le Naufrage du Pamir (Der Untergang der Pamir)
- 2007 : Theo, Agnes, Bibi und die anderen
- 2008 : Tischlein deck dich
- 2009 : Fasten à la Carte
- 2010 : Nachtschicht
- 2011 : Kehrtwende

### Livres audio
- 2000 : Der Vogelmann. de Mo Hayder, BMG Wort Cologne,  (ISBN 978-3898301206), 4 CD, 273 Min.
- 2006 : Das Boot de Lothar-Günther Buchheim (version abrégée).
- 2004 : Echo einer Winternacht. de Val McDermid, Lübbe Audio, Bergisch Gladbach,  (ISBN 978-3785714409), 5 CD, 354 Min.
- 2007 : Kim Novak badete nie im See von Genezareth. de Håkan Nesser, Random House,  (ISBN 3866047533).
- 2008 : Keeper de Mal Peet.
- 2008 : Moor des Vergessens. de Val McDermid,  Argon Verlag, Berlin,  (ISBN 978-3866104457), 6 CD, 463 Min.
- 2009 : Millenium-Trilogie. de Stieg Larsson, Random House,  (ISBN 978-3837109467).
- 2011 : Törtel, die Schildkröte aus dem McGrün. de Wieland Freund, Sauerländer audio,  (ISBN 978-3-7941-8589-4).
- 2011 : Les Contes des frères Grimm des Frères Grimm, Sauerländer audio,  (ISBN 978-3-411-80830-4) (le conte Le Vaillant Petit Tailleur).
- 2011 :  Schrecklich amüsant – aber in Zukunft ohne mich. de David Foster Wallace.
- 2011 : Agent 6. de Tom Rob Smith, Lübbe Audio, Bergisch-Gladbach,  (ISBN 978-3867177849), 8 CD, 600 Min.
- 2011 : Die Perspektive des Gärtners. de Håkan Nesser, Random House Verlag,  (ISBN 3837108821).
- 2012 : Törtel und der Wolf. de Wieland Freund, Sauerländer audio,  (ISBN 978-3-411-80993-6).
- 2012 : Törtel und Nummer 3. de Wieland Freund, Sauerländer audio,  (ISBN 978-3-411-81139-7).
- 2012 : Participation en tant que Leopold Bloom dans Ulysse de James Joyce, Der Hörverlag, Munich, 2012,  (ISBN 978-3-86717-846-4).

## Récompenses
- 1986 : Deutscher Darstellerpreis comme meilleur nouvel jeune acteur
- 2000 : Deutscher Fernsehpreis (Catégorie: Meilleur acteur dans une série) pour le rôle de Freddy Schenk dans Tatort (WDR)
- 2007 : KIND-Award de Kinderlachen pour son engagement dans Tatort - les rues du monde
- 2011 : 1Live Krone (Prix spécial pour la série de la WDR Tatort)
- 2012 : Goldene Kamera comme meilleur acteur pour Kehrtwende